# سكرينة سنانية الشكل
سكرينة سنانية الشكل (الاسم العلمي:Saccharina lanciformis) هي نوع من الطلائعيات تتبع جنس السكرينة من الفصيلة اللامينارية.